# Diceratucha xenopis
Diceratucha xenopis is een vlindersoort uit de kleine familie van Oenosandridae. Deze vlinders komen uitsluitend voor in het zuiden van Australië.
De vleugels zijn grijs, de achtervleugels lichter dan de voorvleugels. De spanwijdte is ongeveer 35 millimeter.